# 天水圍支線
天水圍支線（英語：Tin Shui Wai Extension）是九廣輕鐵（今香港輕鐵）的支線。此支線前後共分為五期，自1989年至2003年逐步興建及投入服務。

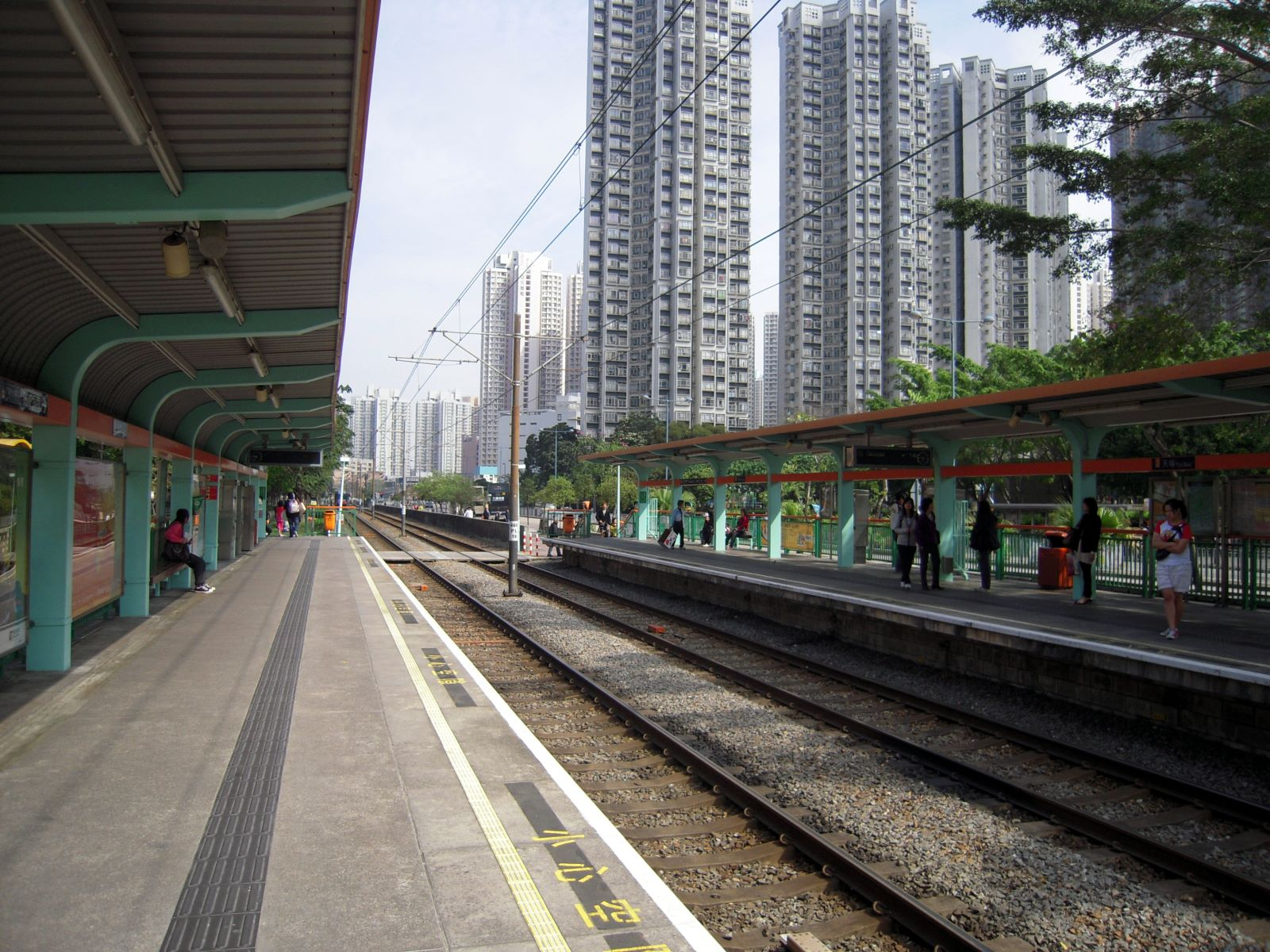
天水圍第一及第二期支線的總站－天瑞站

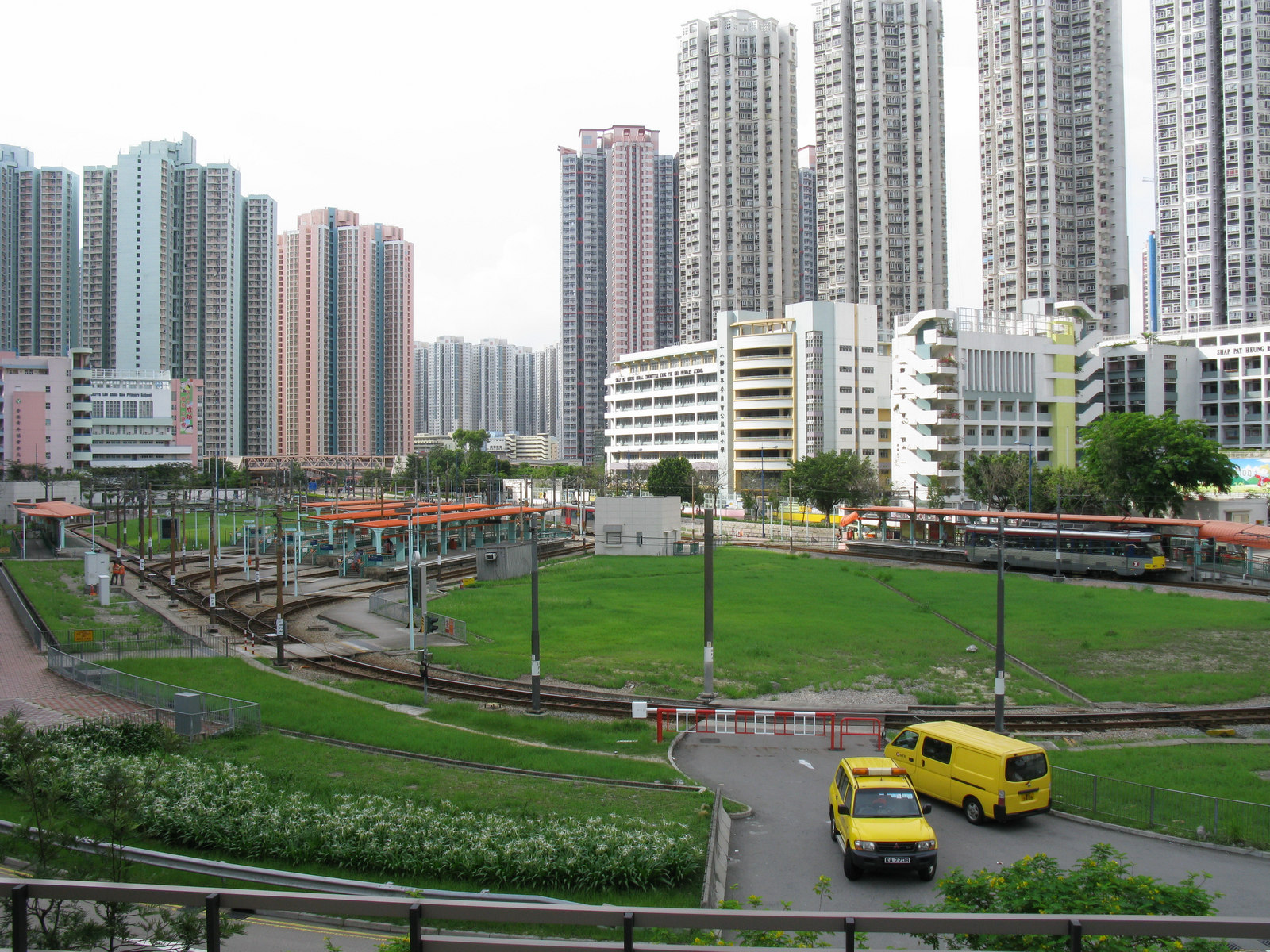
天水圍總站
（現已改稱為天榮站）

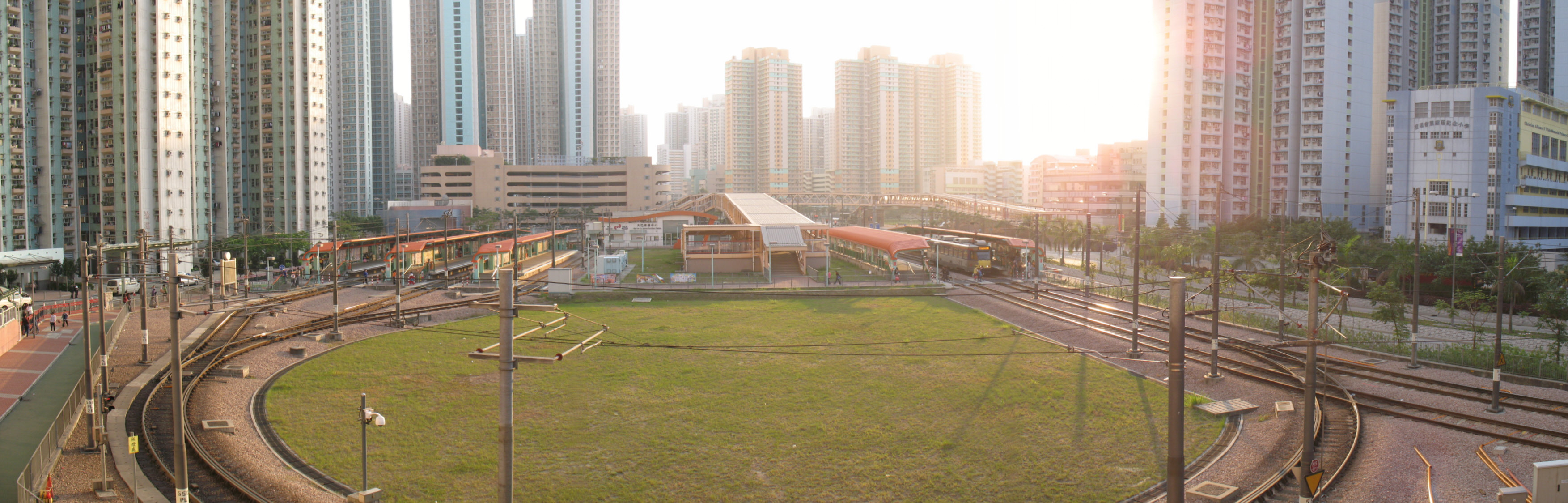
天逸站

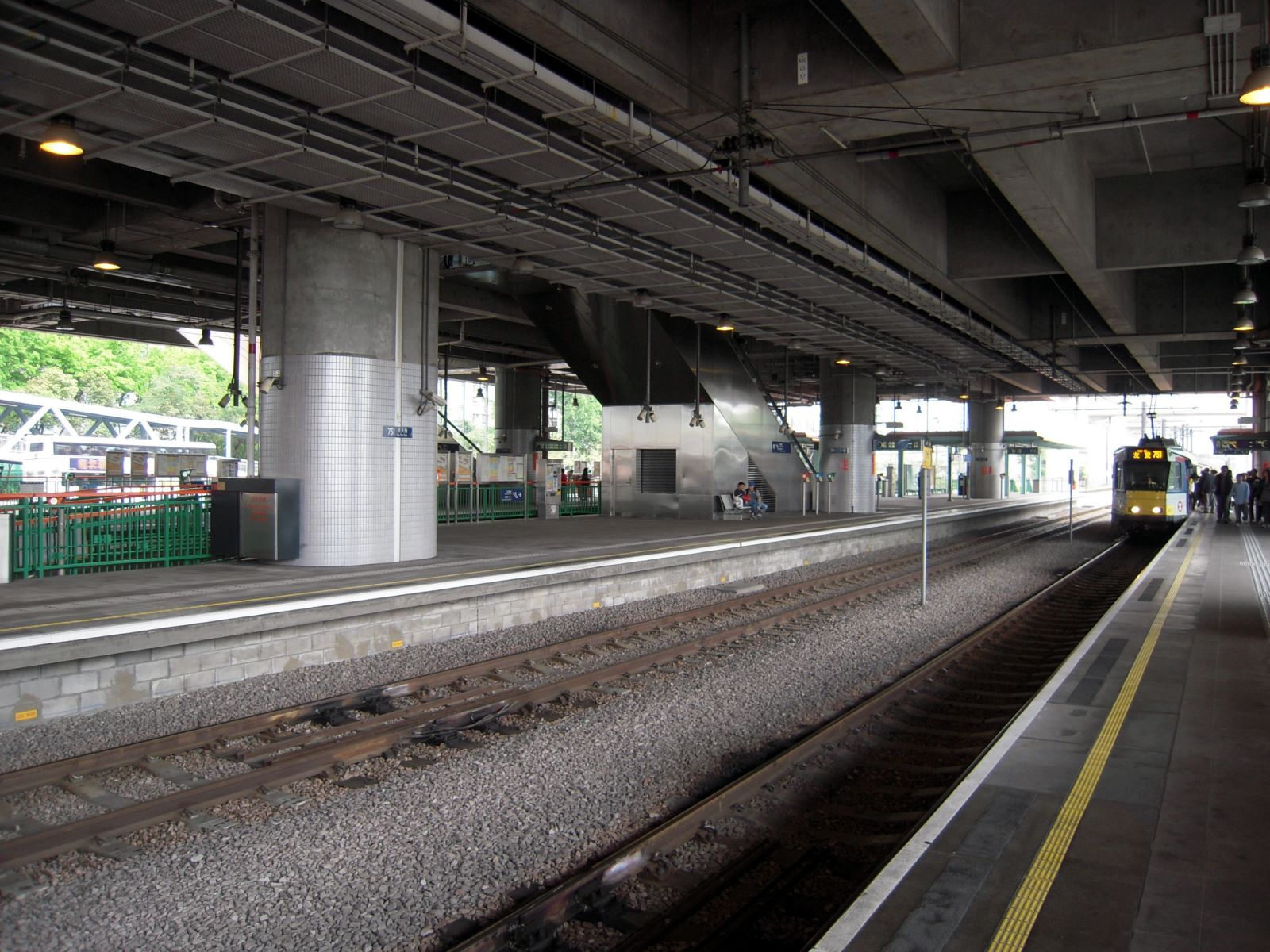
天水圍站

## 背景
天水圍一帶的位置本來為漁塘，自1980年代起，當年政府決定將該處發展為新市鎮以配合人口增長。長江實業於1991年開始在天水圍發展大型私人屋苑嘉湖山莊，政府亦同時在天水圍興建公共屋邨天耀邨和天瑞邨，使該處的交通需求逐步增加。故此，九鐵決定於該處興建新支線，接駁至原有的輕鐵網絡。隨著天水圍區不斷發展，九鐵其後亦分別興建了天水圍第三至第五期支線，以接駁西鐵和服務天水圍西部及北部。

## 第一及第二期支線
天水圍第一及第二期支線是天水圍區內最早通車的輕鐵路段，兩期路段總長2.1公里。自1989年11月5日動工，並於1993年1月10日同時通車。此支線由青山公路的洪水橋站和塘坊村站之間的一段主線中往北分支，沿橋洪路行走，然後轉入屏廈路和天耀路，穿過嘉湖山莊樂湖居和賞湖居中間的位置，最後進入天瑞路。沿線分別設有坑尾村、天耀、樂湖和天瑞四個站，天壇街旁則設有調頭路軌供列車到達天瑞站之後調頭。由青山公路的分支點至天耀站之間為天水圍第一期支線，而天耀至天瑞站則為第二期支線。
支線通車的首兩個月只有來往天瑞和元朗總站的721線，直至同年3月22日才有來往屯門兆康站的722線。

## 第三期支線
天水圍第三期支線全長800米，由天瑞站以北的調頭路軌附近沿天榮路伸延，在翠湖居北面設翠湖站，然後在天榮路和天城路交界處設天水圍總站。原以天瑞站為總站的兩條天水圍區輕鐵路線720線和721線於1995年3月26日在此路段通車之後延伸往天水圍總站。

## 第四期及第五期（預留區第一期）支線
天水圍第四期支線全長1.7公里，由天榮站開始一直沿天城路往南伸延，以高架橋方式穿過天福路之後到達西鐵天水圍站之下，然後於天福路和天耀路交界連接第一期支線，中途設有銀座、天湖、天慈和天水圍四個站。
天水圍第五期（預留區第一期）支線全長2.7公里，由天瑞站以北的調頭路軌開始往北伸延，以高架橋方式穿過天華路迴旋處，然後沿天瑞路行走，在天恆邨附近轉入濕地公園路，經過濕地公園旁後在慧景軒前轉向南面，再穿過天秀路和天華路之後沿天城路連接天榮站。預留區支線共有7個站，分別為頌富、天富、天逸、天恆、濕地公園、天秀和天悅站，當中頌富站設於天華路的高架橋上。
兩條支線於2003年12月7日通車，由當日起，720線和721線分別更改成751線和761線以行走兩條新支綫；天水圍南循環線701亦於同月17日投入服務。

## 未來發展
天秀站附近與天華路之間一段的濕地公園路和天慈路旁設有預留位以供興建天水圍第六期（預留區第二期）支線（然而，由於該路段一帶並沒有足夠人口支持一條新輕鐵線，故此第六期支線直至現在也沒有興建的時間表。

## 外部連結
- 香港鐵路大典上的相关条目：輕鐵天水圍支線